# Kulturní statek

Modrý štít, označení chráněného hmotného kulturního statku

Kulturní statek obecně znamená něco, co má kulturní hodnotu, je trvalé a je uchováváno. Kulturní statek nemusí být vázán na hmotu, ale vyžaduje se stabilita.
Souhrn lidských kulturních statků se nazývá kulturní dědictví (anglicky cultural heritage). Patří sem hmotné objekty, jaké registruje a chrání například světové dědictví UNESCO, Modrý štít, Paměť světa, jednotlivé státy nebo archivy. Kulturními statky jsou však také předměty nehmotného kulturního dědictví, které nejsou vázány na objekty. Příkladem takových kulturních statků je lidová slovesnost, tradiční obyčeje, divadelní umění, rituály a slavnosti jakož i lidské vědomosti.
Termín héritage (francouzsky „dědictví“) pro kulturní statky razil na konci 18. století Henri-Baptiste Grégoire (biskup v Blois). Na ochranu kulturních statků existují rozsáhlá právní opatření na úrovni jednotlivých států i nadnárodní.